# Honda MT-8
Die Honda MT-8 ist ein Leichtkraftrad des Herstellers Honda, welches von 1981 bis 1984 produziert wurde.
Die Enduro baut im Wesentlichen auf den gleichen Teilen des Mokick-Modells MT-5 auf und konnte daher vergleichsweise günstig produziert werden.

## Technische Daten
| Verkaufsbezeichnung               | Honda MT-8 |
| Hersteller                        | Honda Motor Co. Ltd, (Tokyo, Japan) |
| Fahrzeugtyp                       | HD 02 |
| ABE-Nr.                           | C 030 |
| Baujahr                           | 1981–1984 |
| Fahrzeugart                       | Leichtkraftrad (80 cm³, 80 km/h) |
| Fahrzeug-Ident-Nummer von / bis   | k. A. |
| Motor                             | Einzylinder-Zweitaktmotor mit Flachkolben, Umkehrspülung, Leichtmetallzylinder mit Laufbuchse und Leichtmetallkopf, Membransteuerung, Frischölschmierung mit Pumpe                        |
| Hubraum, Bohrung, Hub             | 78 cm³, 45 × 49 mm |
| Kühlung                           | Luftkühlung |
| Motortyp                          | k. A. |
| Leistung (PS) / Drehzahl          | 5,9 kW (8,0 PS) / 6000/min |
| Verdichtung                       | k. A. |
| Vergaser                          | Keihin HM Rundschiebervergaser |
| Kupplung                          | Mehrscheibenkupplung im Ölbad |
| Getriebe                          | Fußgeschaltetes 5-Gang-Getriebe, Klauenschaltung, Kickstarter, Übersetzung: primär: k. A.                                                                                                 |
| Sekundärübersetzung zum Hinterrad | Rollenkette, Übersetzung: 15/38 Zähne |
| Zündung                           | Schwunglichtmagnetzünder, kontaktlose CDI - Zündung |
| Zündkerze                         | NGK BR8HS, NGK BR8HIX, CHAMPION QL78C |
| Batterie                          | 6V, 6N4-2A-4 |
| Fahrgestell                       | Rohrrahmen, Telegabel vorn, Hinterradschwinge mit hydr. gedämpften Federbeinen (3-fach verstellbar)                                                                                       |
| Tank                              | ca. 6,8 l, davon ca. 1 l Reserve |
| Abmessungen in mm                 | Länge: 1945, Breite: 780, Höhe: 1055, Radstand: 1245 |
| Leergewicht                       | 90 kg |
| Zul. Gesamtgewicht                | 246 kg |
| Sitzplätze                        | 2 |
| Felgen v + h                      | Drahtspeichenräder |
| Reifen v + h                      | 2.50-19 vorn, 3.00-16 hinten |
| Reifendruck v + h                 | 1,8 Bar vorn, 2,5 Bar hinten |
| Bremsen                           | Leichtmetall - Halbnabenbremsen mit eingegossenem Bremsring vorn und hinten |
| Standgeräusch                     | 78 dB(A) / 3000/min |
| Fahrgeräusch                      | 79 dB(A) |
| Höchstgeschwindigkeit             | 80 km/h |
| Ausführungen                      | k. A. |
| Ausstattung                       | Hauptscheinwerfer 35/35 W Bilux, Cockpit mit Tacho, Zündschloss und Kontrollleuchten, Bremslicht, Gleichstromhorn, Blinkanlage, Endurolenker, hochgelegte Auspuffanlage, Geländebereifung |
| Farben                            | blau, rot, weiß |
| Sonderausstattung                 | Gepäckträger |